# Edwin Garrigues Boring
Edwin G. Boring (Filadèlfia, Pennsilvània, 23 d'octubre de 1886 - Cambridge, Massachusetts, 1 de juliol de 1968) fou un psicòleg famós per haver ajudat a la consolidació de la psicologia com a disciplina autònoma dins de la universitat, per haver popularitzat un mapa del gust a la llengua i per la seva tasca al capdavant de la American Psychological Association, especialment encoratjant els experiments científics com a mètode de validació de les teories psicològiques.
Dins la cultura popular, transcendí pel seu estudi de les il·lusions òptiques, en especial les dobles figures, com la que il·lustra al mateix temps una dona jove i una vella.

Figura de Boring